# Attica (Indiana)
Attica es una ciudad ubicada en el condado de Fountain en el estado estadounidense de Indiana. En el Censo de 2010 tenía una población de 3245 habitantes y una densidad poblacional de 783,06 personas por km².

## Geografía
Attica se encuentra ubicada en las coordenadas 40°17′16″N 87°14′42″O / 40.28778, -87.24500. Según la Oficina del Censo de los Estados Unidos, Attica tiene una superficie total de 4.14 km², de la cual 4.14 km² corresponden a tierra firme y (0%) 0 km² es agua.

## Demografía
Según el censo de 2010, había 3245 personas residiendo en Attica. La densidad de población era de 783,06 hab./km². De los 3245 habitantes, Attica estaba compuesto por el 97.75% blancos, el 0.12% eran afroamericanos, el 0.25% eran amerindios, el 0.28% eran asiáticos, el 0% eran isleños del Pacífico, el 0.62% eran de otras razas y el 0.99% pertenecían a dos o más razas. Del total de la población el 2.37% eran hispanos o latinos de cualquier raza.